# TM NETWORK -REMASTER- at NIPPON BUDOKAN 2007
『-REMASTER- at NIPPON BUDOKAN 2007』（リマスター・アット・ニッポン・ブドウカン・2007）は、日本の音楽ユニットTM NETWORKが2008年4月2日にリリースした映像作品。

## メンバー
- 小室哲哉：キーボード・プロデュース
- 宇都宮隆：ボーカル・ギター
- 木根尚登：アコースティック・ギター・キーボード・コーラス

## サポートメンバー
- 北島健二：エレクトリック・ギター
- そうる透：ドラムス
- 吉田建：ベース

## 解説
2007年12月3日に日本武道館で行われたライブ映像を収録。収録曲の表記はないものの、メンバーによるソロパートのコーナーや、MCなども収録されている。2004年に行われた『DOUBLE-DECADE』ツアー以来、3年振りにメンバー3人が揃ってのライブである。『REMASTER』というテーマのもと、原曲バージョン重視の演奏で、また11thアルバム『SPEEDWAY』の製作と並行しながらでのライブであったので、幾つかはアルバム収録曲からも選出されている。

## 収録曲
1. MALIBU
  - 作曲・編曲：小室哲哉
2. WELCOME BACK 2
  - 作詞・作曲・編曲：小室哲哉
3. COME ON EVERYBODY
  - 作詞・作曲・編曲：小室哲哉
4. Still Love Her (失われた風景)
  - 作詞：小室哲哉　作曲：小室哲哉・木根尚登　編曲：小室哲哉
5. Naoto Kine ACOUSTIC GUITAR SOLO (木根尚登ソロ)
  - 作曲：木根尚登
6. HUMAN SYSTEM
  - 作詞：小室みつ子　作曲・編曲：小室哲哉
7. SEVEN DAYS WAR
  - 作詞：小室みつ子　作曲・編曲：小室哲哉
8. N43
  - 作詞・作曲：木根尚登　編曲：小室哲哉
9. We love the EARTH
  - 作詞・作曲・編曲：小室哲哉
10. TELEPHONE LINE
  - 作詞：小室みつ子　作曲：木根尚登　編曲：小室哲哉
11. BEYOND THE TIME (メビウスの宇宙を越えて)
  - 作詞：小室みつ子　作曲・編曲：小室哲哉
12. Be Together
  - 作詞：小室みつ子　作曲・編曲：小室哲哉
13. Kenji Kitajima ELECTRIC GUITAR SOLO (北島健二ソロ)
  - 作曲：北島健二
14. Tetsuya Komuro PIANO & KEYBOARD SOLO (小室哲哉ソロ) 
  - 作曲：小室哲哉
15. TIME TO COUNT DOWN
  - 作詞：小室みつ子　作曲・編曲：小室哲哉
16. Self Control (方舟に曳かれて)
  - 作詞：小室みつ子　作曲・編曲：小室哲哉
17. Soul Toul DRUM SOLO (そうる透ソロ)
  - 作曲：そうる透
18. Love Train
  - 作詞・作曲・編曲：小室哲哉
19. ACTION
  - 作詞・作曲・編曲：小室哲哉
20. WILD HEAVEN
  - 作詞：小室みつ子　作曲・編曲：小室哲哉
21. Get Wild
  - 作詞：小室みつ子　作曲・編曲：小室哲哉